# Find You
Find You è un singolo del disc jockey e produttore discografico Zedd, pubblicato il 26 gennaio 2014. La canzone è cantata dalla svedese Miriam Bryant con lo statunitense Matthew Koma. Il video è stato pubblicato su You Tube il 16 marzo 2014.
Il brano è stato utilizzato nella colonna sonora del film Divergent.

## Tracce
Singolo digitale
1. Find You (feat. Matthew Koma and Miriam Bryant) - 3:23
2. Find You Acoustic - Live in Los Angeles - 3:17

EP digitale
1. Find You (Kevin Drew Remix) - 4:43
2. Find You (Dash Berlin Remix) - 5:00
3. Find You (Tritonal Remix) - 4:51
4. Find You (Froxic Remix) - 5:52
5. Find You (Syn Cole Remix) - 5:06
6. Find You (Dave Aude Remix) - 5:22
7. Find You (Mike Hawkins Remix) - 4:26
8. Find You (TYP Remix) - 5:19

## Classifiche
| Classifica (2014)                         | Posizione |
| ----------------------------------------- | --------- |
| Australia (ARIA Charts)                   | 68        |
| Belgio (Ultratip)                         | 34        |
| Belgio (dance) (Ultratop)                 | 35        |
| Corea del Sud (Circle Chart)              | 61        |
| USA Hot Dance Club Play(Billboard)        | 1         |
| USA Hot Dance/Electronic Songs(Billboard) | 10        |
| USA Pop Songs(Billboard)                  | 34        |